# Billytown
Billytown 
is een door kunstenaars gerunde tentoonstellingsruimte en ateliercomplex in Den Haag, Nederland. Opgericht in 2003 als kunstenaarsinitiatief, verhuisde Billytown in 2015 naar het huidige pand aan het Helena van Doeverenplantsoen. Billytown heeft een A.I.R. (artist in residence) via het Mondriaan Fonds  , tentoonstellingsprogramma, kunstboekenwinkel en huisvest 'The Archives', de verzameling kunstboeken en ander archiefmateriaal van Peter van Beveren.       